# Campeonato Argentino de Futebol de 1931 (LAF)
O Campeonato Argentino de Futebol de 1931 foi a primeira edição da chamada era profissional da Primeira Divisão da Argentina. Foi organizado pela Liga Argentina de Football (LAF), associação dissidente da FIFA até 1934 quando fundiu-se com a Asociación Argentina de Football (Amateurs y Profesionales) (AFAP), para levar o nome da Asociación del Football Argentino (AFA).
Após uma disputa parcial, em 10 de maio, da primeira rodada do torneio da Asociación Argentina de Football, a liga foi fundada em 19 de maio de 1931, quando dezoito clubes, entre eles, os de maior apelo de Buenos Aires, de sua conurbação e de La Plata, decidiram retirar-se dessa Associação, que era a entidade oficial. Isto significou um avanço na organização dos torneios, que ficaram sobrecarregados com a participação de até 36 equipes, que determinava que os certames continuaram durante o verão e terminaram somente no ano seguinte, com o consequente desinteresso do público. Este processo foi precedido por uma greve dos jogadores, que começou em 10 de abril, com a finalidade para o reconhecimento sua condição de profissionais e a regulamentação das transferências entre as equipes. O certame foi disputado entre 31 de maio de 1931 e 6 de janeiro de 1932, em dois turnos de todos contra todos, embora duas partidas pendentes foram jogadas depois dessa data. O Boca Juniors sagrou-se campeão, pela sétima vez, o título foi assegurado há uma rodada antes do final do torneio, após uma vitória por 4 a 2, sobre o Talleres. O artilheiro do campeonato foi Alberto Zozaya do Estudiantes de La Plata, com 33 gols.
Ao mesmo tempo, a oficial Asociación Argentina de Football (Amateurs y Profesionales) organizou seu próprio torneio.[carece de fontes?]

## Participantes
| Equipe             | Cidade               |
| ------------------ | -------------------- |
| Argentinos Juniors | Buenos Aires         |
| Atlanta            | Buenos Aires         |
| Boca Juniors       | Buenos Aires         |
| Chacarita Juniors  | Buenos Aires         |
| Estudiantes        | La Plata             |
| Ferro Carril Oeste | Buenos Aires         |
| Gimnasia y Esgrima | La Plata             |
| Huracán            | Buenos Aires         |
| Independiente      | Avellaneda           |
| Lanús              | Lanús                |
| Platense           | Buenos Aires         |
| Quilmes            | Quilmes              |
| Racing Club        | Avellaneda           |
| River Plate        | Buenos Aires         |
| San Lorenzo        | Buenos Aires         |
| Talleres           | Remedios de Escalada |
| Tigre              | Victoria             |
| Vélez Sarsfield    | Buenos Aires         |

### Distribuição geográfica das equipes
| Região                 | Quant. | Equipes |
| ---------------------- | ------ | --- |
| Cidade de Buenos Aires | 10     | Argentinos Juniors, Atlanta, Boca Juniors, Chacarita Juniors, Ferro Carril Oeste, Huracán, Platense, River Plate, San Lorenzo e Vélez Sarsfield |
| Grande Buenos Aires    | 6      | Independiente, Lanús, Quilmes, Racing Club, Talleres e Tigre                                                                                    |
| Cidade de La Plata     | 2      | Estudiantes e Gimnasia y Esgrima |

## Classificação final
| Pos | Equipes            | Pts | J  | V  | E  | D  | GM  | GS | SG  |
| --- | ------------------ | --- | -- | -- | -- | -- | --- | -- | --- |
| 1   | Boca Juniors       | 50  | 34 | 22 | 6  | 6  | 85  | 49 | +36 |
| 2   | San Lorenzo        | 45  | 34 | 19 | 7  | 8  | 81  | 52 | +29 |
| 3   | Estudiantes        | 44  | 34 | 20 | 4  | 10 | 103 | 51 | +52 |
| 4   | River Plate        | 44  | 34 | 19 | 6  | 9  | 63  | 39 | +24 |
| 5   | Racing             | 43  | 34 | 19 | 5  | 10 | 81  | 51 | +30 |
| 6   | Independiente      | 43  | 34 | 18 | 7  | 9  | 69  | 60 | +9  |
| 7   | Chacarita Juniors  | 42  | 34 | 18 | 6  | 10 | 63  | 58 | +5  |
| 8   | Huracán            | 33  | 34 | 13 | 7  | 13 | 58  | 49 | +9  |
| 9   | Vélez Sarsfield    | 33  | 34 | 13 | 7  | 14 | 63  | 68 | -5  |
| 10  | Ferro Carril Oeste | 32  | 34 | 12 | 8  | 14 | 60  | 74 | -14 |
| 11  | Argentinos Juniors | 31  | 34 | 12 | 7  | 15 | 49  | 61 | -12 |
| 12  | Gimnasia y Esgrima | 30  | 34 | 9  | 12 | 13 | 42  | 64 | -22 |
| 13  | Platense           | 29  | 34 | 13 | 3  | 18 | 52  | 52 | 0   |
| 14  | Quilmes            | 29  | 34 | 12 | 5  | 17 | 53  | 62 | -9  |
| 15  | Talleres           | 24  | 34 | 11 | 2  | 21 | 48  | 50 | -2  |
| 16  | Tigre              | 23  | 34 | 8  | 7  | 19 | 47  | 70 | -23 |
| 17  | Lanús              | 22  | 34 | 10 | 2  | 22 | 43  | 84 | -39 |
| 18  | Atlanta            | 15  | 34 | 4  | 7  | 23 | 33  | 83 | -50 |

## Goleadores
| Jogador   | Jogador             | Gols | Equipe       |
| --------- | ------------------- | ---- | ------------ |
| Argentina | Alberto Zozaya      | 33   | Estudiantes  |
| Argentina | Alejandro Scopelli  | 31   | Estudiantes  |
| Argentina | Francisco Varallo   | 27   | Boca Juniors |
| Argentina | Herminio Masantonio | 23   | Huracán      |
| Argentina | Luis Sánchez        | 20   | Platense     |

## Premiação
| Campeonato Argentino de Futebol de 1931 (LAF) |
| --------------------------------------------- |
| Boca Juniors Campeão (7° título)              |